# جاكي كار
جاكي كار (بالإنجليزية: Jackie Carr)‏ (10 يونيو 1926 بديربان في جنوب أفريقيا - 13 ديسمبر 1996) هو لاعب كرة قدم جنوب أفريقي في مركز جناح ‏. لعب مع هدرسفيلد تاون.